# Ted Levine
Ted Levine (født 29. maj 1957) er en amerikansk filmskuespiller. Han er nok bedst kendt for sin rolle som Buffalo Bill i Ondskabens Øjne.